# Taeniolella pulvillus
Taeniolella pulvillus är en lavart som först beskrevs av Berk. & Broome, och fick sitt nu gällande namn av M.B. Ellis 1976. Taeniolella pulvillus ingår i släktet Taeniolella och familjen Mytilinidiaceae.   Inga underarter finns listade i Catalogue of Life.